# Desperate Housewives
Desperate Housewives é uma série de televisão estadunidense, dos gêneros comédia dramática e mistério, criada por Marc Cherry. Foi produzida pela ABC Studios e pela Cherry Productions. Originalmente, foi ao ar por oito temporadas na ABC, de 3 de outubro de 2004 até 13 de maio de 2012. Cherry, o criador e produtor executivo, atuou como showrunner. Outros produtores executivos desde a quarta temporada incluíam Bob John, George W. Perkins, John Pardee, Joey Murphy, David Grossman e Larry Shaw.
Situado em Wisteria Lane, uma rua da fictícia cidade de Fairview no fictício Eagle State, "Desperate Housewives" segue as vidas de um grupo de mulheres vistas através dos olhos de sua falecida amiga e vizinha que cometeu suicídio no episódio piloto. O enredo abrange treze anos de vida dessas mulheres ao longo de oito temporadas, entre os anos de 2004 a 2008, e depois entre 2013 a 2017 (com um salto de cinco anos no enredo, incluindo flashbacks e flashforwards que vão desde a década de 1980 para os anos 2020). Elas trabalham através de lutas domésticas e da vida familiar, enquanto enfrentam os segredos, crimes e mistérios escondidos atrás das portas de sua vizinhança suburbana bonita e aparentemente perfeita. A série apresenta um elenco conjunto, protagonizado por Teri Hatcher como Susan Mayer, Felicity Huffman como Lynette Scavo, Marcia Cross como Bree Van de Kamp e Eva Longoria como Gabrielle Solis. Brenda Strong narra a série como a falecida Mary Alice Young, aparecendo esporadicamente em flashbacks ou sequências de sonhos.
"Desperate Housewives" foi bem recebido pelos espectadores e pelos críticos. Ganhou vários prêmios entre eles, o Emmy do Primetime, Globo de Ouro e Screen Actors Guild. Nas temporadas televisiva de 2004 e 2005, até 2008 e 2009, as primeiras cinco temporadas foram umas das dez séries mais assistidas no território dos Estados Unidos. Em 2007, foi considerada o programa mais popular demográfico em todo o mundo, com uma audiência de aproximadamente 120 milhões e também foi informado como a terceira série de televisão mais assistida em um estudo de audiência em vinte países. Em 2012, permaneceu como a série de comédia mais assistida internacionalmente com base em dados da Eurodata TV Worldwide, que mediu a audiência nos cinco continentes; atualmente mantém essa posição desde 2006. Além disso, foi a terceira maior série lucrativa de 2010, com 2,74 milhões de dólares por meia hora. O programa foi classificado em número 56 na lista "New TV Classics" da Entertainment Weekly.
Em 2011, foi confirmado que "Desperate Housewives" terminaria após sua oitava temporada; o final da série foi ao ar em 13 de maio de 2012. No final da série, ultrapassou "Charmed" como a mais longa série de televisão de uma hora de duração, apresentando todas as mulheres por dois episódios.

## Enredo
A primeira temporada estreou em 3 de outubro de 2004 e apresenta as quatro personagens principais do programa: Susan Mayer, Lynette Scavo, Bree Van de Kamp e Gabrielle Solis, além de suas famílias e vizinhos em Wisteria Lane. O principal mistério da temporada é o suicídio inesperado de Mary Alice Young e o envolvimento de seu marido Paul Young (Mark Moses) e seu filho Zach (Cody Kasch). Susan briga com Edie Britt (Nicollette Sheridan) pela atenção do novo vizinho Mike Delfino (James Denton), Lynette luta para lidar com seus filhos exigentes, Bree tenta salvar seu casamento com Rex Van de Kamp (Steven Culp), e Gabrielle tenta impedir que seu marido Carlos Solis (Ricardo Antonio Chavira) descubra que está tendo um caso com seu jardineiro, John Rowland (Jesse Metcalfe).

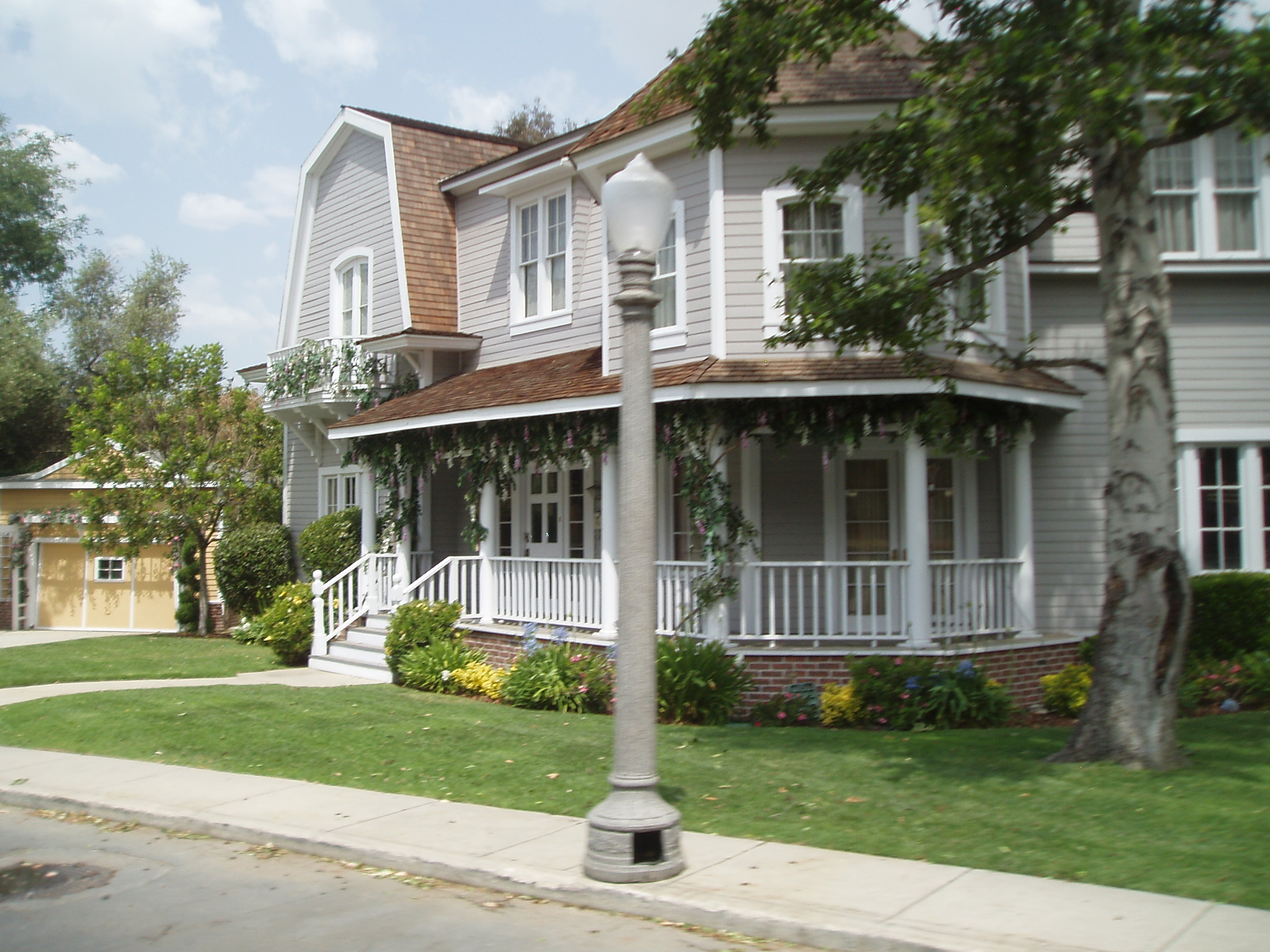
A casa Applewhite, foco do mistério da temporada de "Desperate Housewives" de 2005 a 2006.

A segunda temporada estreou em 25 de setembro de 2005, e seu mistério central é o da nova vizinha Betty Applewhite (Alfre Woodard), que se mudou para Wisteria Lane no meio da noite. Ela também mantém alguém em seu porão. Ao longo da temporada, Bree tenta lidar com a perda de seu marido, sem saber, começa a namorar o homem que envenenou seu marido, ela luta contra o alcoolismo, e é incapaz de evitar que a distância entre ela e seu filho Andrew Van de Kamp (Shawn Pyfrom) cresça a extremos. Ela lida com o novo romance de sua filha Danielle com Matthew Applewhite. A vida amorosa de Susan se torna ainda mais complicada quando seu ex-marido Karl Mayer (Richard Burgi) está noivo de Edie e também começa a fletar com Susan. Lynette volta para sua carreira na publicidade enquanto seu marido Tom Scavo (Doug Savant) se torna um pai que fica em casa, e Gabrielle decide ser fiel a Carlos, e começa a se preparar para ter um filho. No momento final da temporada, Mike é atropelado pelo dentista, Orson Hodge.
A terceira temporada estreou em 24 de setembro de 2006. Na temporada, Bree casa-se com Orson Hodge (Kyle MacLachlan), cujo passado e o envolvimento com um corpo descoberto recentemente torna-se o mistério principal da temporada. Enquanto isso, Lynette tem de se ajustar e lidar com o fato de ter outra criança em casa, a filha até então desconhecida de seu marido. Os Scavos também uma tensão quando Tom decide abrir uma pizzaria. Gabrielle passa por um divórcio difícil, mas encontra um novo amor, o novo prefeito de Fairview. Depois de ser atropelado por Orson no final da temporada anterior, Mike entra em coma e sofre de amnésia quando acorda. Edie vê uma oportunidade de finalmente se aproveitar de Mike, e suas relações familiares são exploradas durante toda a temporada. Susan perde a esperança de que a memória de Mike vai voltar e acaba se envolvendo com um rico britânico, cuja esposa também está em coma, enquanto sua filha Julie Mayer (Andrea Bowen) começa a namorar o sobrinho de Edie. Um tiroteio no supermercado local deixa dois personagens mortos, trazendo consequências para a vida de todos, para sempre.
A quarta temporada estreou em 30 de setembro de 2007, e seu principal mistério gira em torno da nova vizinha Katherine Mayfair (Dana Delany) e sua família, que retornam a Wisteria Lane depois de doze anos. Lynette luta contra o câncer; a recém-casada – mas infeliz – Gabrielle começa um caso com seu ex-marido Carlos; Susan e Mike aproveitam a vida como casal e descobrem que estão esperando um filho; Bree finge uma gravidez e planeja criar o filho ilegítimo de sua filha adolescente como se fosse seu. Um casal gay de Chicago – Lee McDermott (Kevin Rahm) e Bob Hunter (Tuc Watkins) – são os novos vizinhos de Wisteria Lane. Um tornado ameaça destruir tudo e todos. No minuto final, os personagens e sua história avançaram por cinco anos.

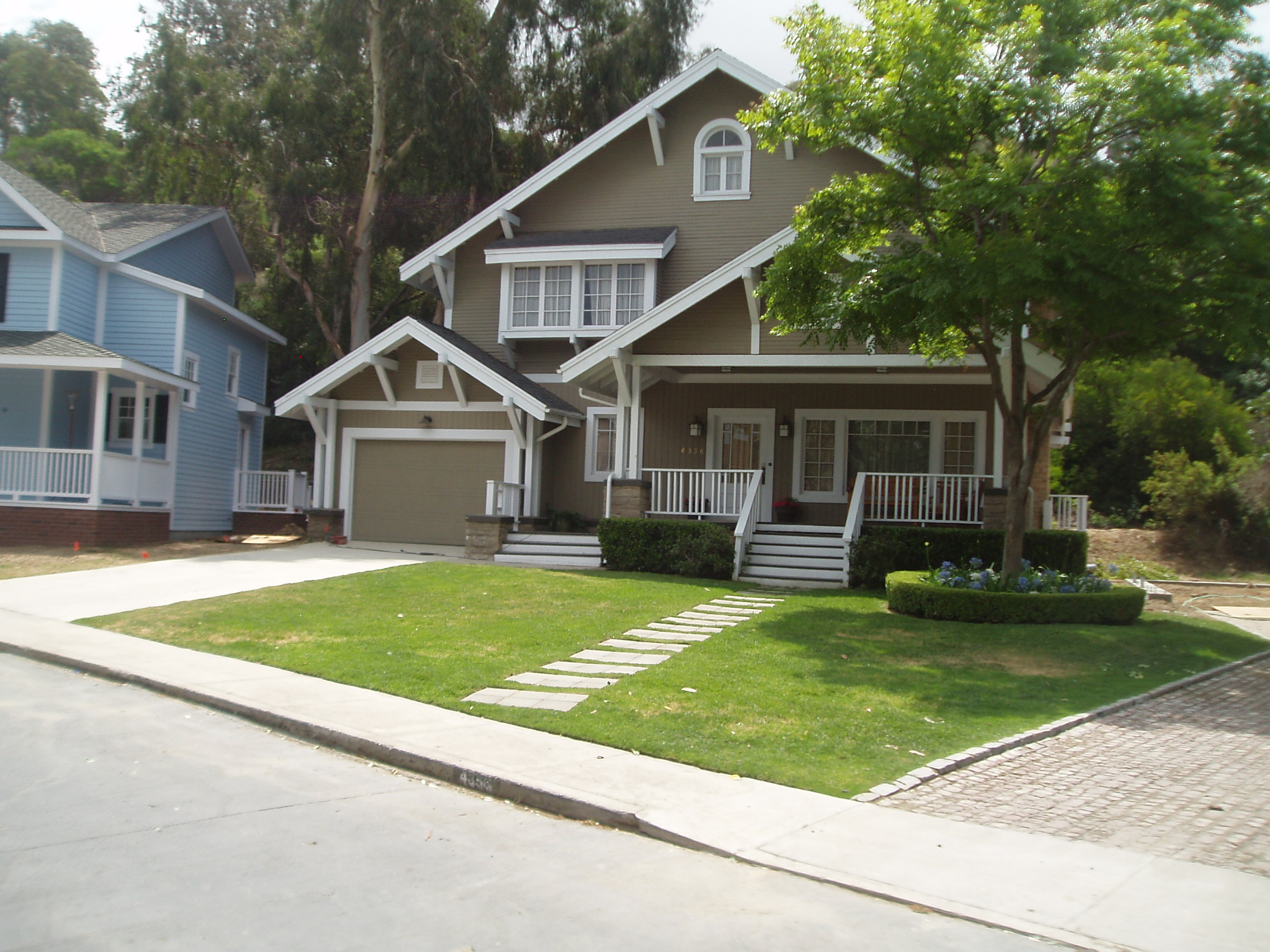
A casa de Katherine Mayfair em Wisteria Lane, vista em "Desperate Housewives" de 2007 a 2010.

A quinta temporada estreou em 28 de setembro de 2008, com um salto no tempo de cinco anos após a temporada anterior, com alguns flashbacks de eventos que ocorreram entre os dois períodos. O mistério da temporada gira em torno do novo marido de Edie, Dave Williams (Neal McDonough), que está atrás de vingança em Wisteria Lane (posteriormente, revela-se que é Mike). Susan lida com o fato de ser mãe solteira e ter um novo romance com Jackson Braddock, enquanto Mike começa a namorar Katherine. Lynette e Tom descobrem que seu filho está tendo um caso com uma mulher casada, cujo marido possui uma boate onde ocorre um incêndio com todos os vizinhos de Wisteria Lane dentro. Gabrielle luta contra a cegueira de Carlos, duas filhas pequenas e uma crise financeira. Bree e Orson enfrentam problemas conjugais, porque Bree tornou-se muito focada em sua carreira, e Orson começa a roubar os vizinhos como uma solução de vingança. Edie morre de eletrocussão após um acidente de carro, antes que ela possa expor Dave, momentos depois que ela descobre seu segredo.
A sexta temporada estreou no domingo, 27 de setembro de 2009. O mistério principal da temporada é em torno da nova vizinha, Angie Bolen (Drea de Matteo) e sua família. A primeira metade da temporada consiste em Julie ser estrangulada por uma pessoa desconhecida, o conflito entre Gabrielle e sua sobrinha Ana Solis (Maiara Walsh), e Karen McCluskey com um novo amor. A tentativa de Lynette de processar seu novo chefe Carlos, o eventual colapso de Katherine na perda de Mike para Susan, e o caso de Bree com Karl, que termina tragicamente quando o avião de Karl bate em um prédio com ele e Orson. A segunda metade da temporada se concentra em Katherine descobrindo sua sexualidade, Lynette convidando o estrangulador de Fairview para ficar com eles antes de descobrir a verdade, o conflito entre Bree e um filho de Rex que ele teve antes de conhecer Bree, e a resolução do mistério de Bolen.
A sétima temporada estreou em 26 de setembro de 2010, e seu principal mistério é o retorno de Paul para Wisteria Lane com uma nova esposa e com planos de punir os moradores por abandoná-lo durante seu encarceramento. A melhor amiga de Lynette, da faculdade Renee Perry (Vanessa Williams), muda-se para a rua e agita as coisas entre as outras donas de casa. Gabrielle e Carlos aprendem um fato inquietante sobre sua filha Juanita Solis (Madison De La Garza) (que foi trocada ao nascer), que finalmente os leva de volta à cidade natal de Gabrielle, Las Colinas. Agora divorciada Bree começa a namorar seu contratante, e revela a verdade sobre a morte da mãe de Carlos, consequentemente acabando com a amizade entre a família Solis e Bree. Devido a problemas financeiros, Susan e sua família deixam Wisteria Lane, e Susan é forçada a ganhar dinheiro por meios não tradicionais. Após um grande tumulto na rua, Susan é colocada na lista de espera para uma doação vital de órgãos. Lynette convence Tom a assumir um novo emprego, o que leva a problemas sem precedentes em seu casamento.
A oitava e última temporada estreou no domingo, 25 de setembro de 2011. O principal mistério da temporada é a morte do padrasto pervertido de Gabrielle, Alejandro Perez (Tony Plana), acidentalmente morto por Carlos. Após o assassinato, Bree recebe uma carta chantagista de uma pessoa desconhecida semelhante à que Mary Alice recebeu na primeira temporada. Devido ao seu relacionamento com o detetive Chuck Vance (Jonathan Cake), Bree se torna a principal personagem afetada pelo acobertamento do assassinato de Alejandro, e acaba sendo acusada de matar o próprio Alejandro. Um novo vizinho, Ben Faulkner (Charles Mesure), se muda para vizinhança, atraindo Renee ao longo do caminho. Ben está passando por graves problemas financeiros e recorre a um agiota perigoso e indisciplinado para socorrê-lo. Mike se intromete no negócio do agiota de Ben em uma tentativa de proteger Renée, mas paga o preço final. Durante a primeira metade da temporada, Susan luta com a culpa de seu envolvimento no caso de Alejandro, e durante a segunda metade, ela tenta lidar com a inesperada gravidez de Julie e com a morte de Mike. Após o acobertamento do assassinato de Alejandro, Carlos desenvolve um problema com o álcool, mas Gabrielle o convence a se recuperar na reabilitação, o que eventualmente resulta em Gabrielle e Carlos trocando de papéis na casa. Tom sai da casa, e Lynette luta contra a rapidez com que o marido parece ter seguido em frente, até que ela aceita que ainda é apaixonada por ele, e decide que vai tentar reconquistá-lo. A Sra. McCluskey recebe notícias preocupantes sobre sua saúde e decide acabar com tudo, mas Bree consegue convencê-la do contrário.
O final da série de duas horas, que foi ao ar no domingo, 13 de maio de 2012, apresentou a conclusão do processo judicial de Bree. Para levar a série a uma conclusão, houve um casamento, um nascimento e uma morte, e o futuro das quatro principais donas de casa foi revelado.

## Elenco e personagens
Durante a sua temporada de estreia, o programa contou com treze protagonistas, todos creditados na sequência de abertura. Durante o segundo ano da série, vários atores, principalmente as crianças e adolescentes, que participaram da primeira temporada, foram promovidos a status de "recorrentes" sem ter seus nomes incluídos na sequência de abertura. Em vez disso, eles foram anunciados como "também estrelando" durante os primeiros minutos de cada episódio, junto com os atores convidados. Essa prática continuou pelo resto da temporada.
| Indicadores de lista: - Células em verde representam que tal ator/personagem foi creditado no elenco principal da respectiva temporada. - Células em vermelho representam que tal ator/personagem foi creditado como convidado em mais de 3 episódios da respectiva temporada. Papel recorrente. - Células em azul representam que tal ator/personagem fez uma participação especial na respectiva temporada. - Células em azul claro representam que tal ator/personagem fez uma participação de 1 ou 2 episódios na respectiva temporada. - Células em cinza indicam que tal ator não participou de forma alguma durante a respectiva temporada. |

| Ator                    | Personagem              | Temporada | Temporada | Temporada | Temporada | Temporada | Temporada | Temporada | Temporada |  |
| Ator                    | Personagem              | 1         | 2         | 3         | 4         | 5         | 6         | 7         | 8         |  |
| ----------------------- | ----------------------- | --------- | --------- | --------- | --------- | --------- | --------- | --------- | --------- |  |
| Teri Hatcher            | Susan Mayer             |           |           |           |           |           |           |           |           |  |
| Felicity Huffman        | Lynette Scavo           |           |           |           |           |           |           |           |           |  |
| Marcia Cross            | Bree Van De Kamp        |           |           |           |           |           |           |           |           |  |
| Eva Longoria            | Gabrielle Marquez Solis |           |           |           |           |           |           |           |           |  |
| Nicollette Sheridan     | Edie Britt              |           |           |           |           |           |           |           |           |  |
| Dana Delany             | Katherine Mayfair       |           |           |           |           |           |           |           |           |  |
| Vanessa Williams        | Renee Perry             |           |           |           |           |           |           |           |           |  |
| Steven Culp             | Rex Van de Kamp         |           |           |           |           |           |           |           |           |  |
| Ricardo Antonio Chavira | Carlos Solis            |           |           |           |           |           |           |           |           |  |
| Mark Moses              | Paul Young              |           |           |           |           |           |           |           |           |  |
| Andrea Bowen            | Julie Mayer             |           |           |           |           |           |           |           |           |  |
| Jesse Metcalfe          | John Rowland            |           |           |           |           |           |           |           |           |  |
| Cody Kasch              | Zach Young              |           |           |           |           |           |           |           |           |  |
| Brenda Strong           | Mary Alice Young        |           |           |           |           |           |           |           |           |  |
| James Denton            | Mike Delfino            |           |           |           |           |           |           |           |           |  |
| Alfre Woodard           | Betty Applewhite        |           |           |           |           |           |           |           |           |  |
| Doug Savant             | Tom Scavo               |           |           |           |           |           |           |           |           |  |
| Richard Burgi           | Karl Mayer              |           |           |           |           |           |           |           |           |  |
| Kyle MacLachlan         | Orson Hodge             |           |           |           |           |           |           |           |           |  |
| Neal McDonough          | Dave Williams           |           |           |           |           |           |           |           |           |  |
| Shawn Pyfrom            | Andrew Van de Kamp      |           |           |           |           |           |           |           |           |  |
| Drea de Matteo          | Angie Bolen             |           |           |           |           |           |           |           |           |  |
| Maiara Walsh            | Ana Solis               |           |           |           |           |           |           |           |           |  |
| Kathryn Joosten         | Karen McCluskey         |           |           |           |           |           |           |           |           |  |
| Kevin Rahm              | Lee McDermott           |           |           |           |           |           |           |           |           |  |
| Tuc Watkins             | Bob Hunter              |           |           |           |           |           |           |           |           |  |
| Jonathan Cake           | Chuck Vance             |           |           |           |           |           |           |           |           |  |
| Charles Mesure          | Ben Faulkner            |           |           |           |           |           |           |           |           |  |
| Madison De La Garza     | Juanita Solis           |           |           |           |           |           |           |           |           |  |

## Produção
A ideia da série foi criada por Marc Cherry quando ele e sua mãe estavam assistindo a uma reportagem sobre Andrea Yates. Antes de "Desperate Housewives", Cherry era mais conhecido por produzir e escrever episódios da série de comédia de sucesso para a The Touchstone Television, The Golden Girls e sua sucessora, The Golden Palace. Além disso, ele criou e co-criou três sitcoms: The 5 Mrs. Buchanans, The Crew e Some of My Best Friends, nenhum dos quais durou mais de um ano. Cherry teve dificuldade em conseguir interesse das redes de televisão pela sua série, onde foi oferecida pela; HBO, CBS, NBC, Fox, Showtime e Lifetime, porém não foi aceita por nenhum dos canais. Posteriormente, dois novos executivos da ABC, Lloyd Braun e Susan Lyne, observarem que após The O.C. da Fox estreou em 2003, mostrou-se que uma soap opera poderia ser sucesso no horário nobre. Pouco tempo depois, a Disney demitiu tanto Braun quanto Lyne, após a aprovação de outra nova série dramática: Lost.
Os executivos da ABC não estavam inicialmente satisfeitos com o título da série, sugerindo Wisteria Lane e The Secret Lives of Housewives. No entanto, em 23 de outubro de 2003, "Desperate Housewives" foi anunciada pela ABC, sendo apresentada como uma soap opera no horário nobre criada por Charles Pratt Jr., criador de Melrose Place, e Marc Cherry, comentado que o novo programa é uma mistura de Knots Landing e American Beauty (1999) com um pouco de Twin Peaks. Enquanto Cherry continuou seu trabalho na série, Pratt foi creditado como produtor executivo do episódio piloto, permanecendo ao programa como consultor durante as duas primeiras temporadas. Em 18 de maio de 2004, a ABC anunciou a programação televisiva de 2004 e 2005, com "Desperate Housewives" no domingo, das 21:00 as 22:00 (ET), que manteve durante toda a exibição do programa. Depois de apenas três episódios, em 20 de outubro de 2004, a ABC anunciou que "Desperate Housewives", juntamente com Lost, haviam sidos escolhidos para uma temporada completa.
"Desperate Housewives" foi produzida pelo criador Marc Cherry (e sua companhia Cherry Productions), Austin Bagley e, desde 2007, pela ABC Studios. De 2004 a 2007, "Desperate Housewives" foi produzida em associação com a Touchstone Television.

### Equipe de produção
Cherry, Tom Spezialy e Michael Edelstein foram os produtores executivos das duas primeiras temporadas da série. Spezialy, que também era o escritor da equipe, deixou seu cargo anterior como escritor e produtor executivo de Dead Like Me para se juntar à equipe de "Desperate Housewives". Ele trabalhou também como escritor e co-produtor executivo em várias séries televisivas, entre elas: Ed, Jack & Jill e Parker Lewis Can't Lose, enquanto Edelstein foi produtor executivo de Threat Matrix e Hope & Faith.
Conflitos na segunda temporada surgiram entre os produtores executivos. Posteriormente, Edelstein deixou a série no meio da temporada, e no final da temporada, o mesmo aconteceu com Spezialy. Pelo terceiro ano, Cherry recebeu a companhia do premiado escritor e produtor Joe Keenan e do produtor de cinema de televisão George W. Perkins, que havia sido membro da equipe de "Desperate Housewives" desde a concepção do programa. Apesar de receber críticas positivas por seu trabalho, Keenan decidiu deixar "Desperate Housewives" após uma temporada para buscar outros projetos. Substituindo-o como produtor executivo para a quarta temporada foi Bob Daily, que juntou-se à equipe como escritor e co-produtor executivo durante a terceira temporada. O trabalho anterior de Daily incluiu escrever para a série animada Rugrats e para Frasier. Também juntando-se a Cherry, Perkins e Daily para a quarta temporada foram John Pardee e Joey Murphy, que estiveram na série desde o começo. Ambos também haviam trabalhado na produção anterior de Cherry, The Crew, em 1995, e na sitcom Cybill.
Nas primeiras quatro temporadas, Larry Shaw e David Grossman foram os diretores mais prolíficos, juntos dirigindo mais da metade dos episódios.

### Filmagens

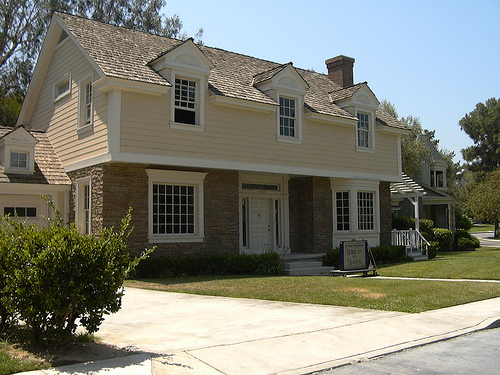
A residência de Mary Alice Young (como visto no episódio de estreia de "Desperate Housewives"), em Wisteria Lane.

"Desperate Housewives" foi filmado em câmeras Panavision 35 mm (exceto na última temporada, que foi gravada digitalmente por Arri Alexa). Foi transmitido em definição padrão e em ecrã panorâmico 16:9 de alta definição, embora tenha sido enquadrado para a proporção de 4:3 até a temporada final.
O cenário de Wisteria Lane, consistindo principalmente por fachadas, mas também de algumas casas reais, estão localizada nos fundos do Universal Studios Hollywood. Referido como Colonial Street pela equipe de filmagem, e o cenário tem sido usado para vários filmes e séries de televisão desde meados da década de 1940. Produções notáveis que foram filmadas no local incluem: So Goes My Love, Leave it to Beaver, The 'Burbs, Providence, Deep Impact, Bedtime for Bonzo, The Best Little Whorehouse in Texas, Gremlins, The Munsters, Psycho, Buffy the Vampire Slayer, e as comédias de Doris Day, The Thrill of It All e Send Me No Flowers. Para a segunda temporada de "Desperate Housewives", a rua passou por algumas mudanças significativas. Entre as mais notáveis dessas mudanças estava a remoção de uma fachada de igreja e uma mansão para dar lugar à casa de Edie e a um parque.
Interiores foram construídos no Universal Studios Hollywood, alguns dos quais foram duplicados de alguma forma por volta de Wisteria Lane. As filmagens da série terminaram em 26 de abril de 2012.

### Abertura
A ideia inicial para a abertura da série foi de Cherry. Depois de pedir a 16 empresas que apresentassem sugestões sobre a melhor forma de realizá-la, os produtores finalmente contrataram a yU+co de Hollywood para fornecer a versão final. De acordo com o site oficial da yU+co, a ideia por trás da abertura é "evocar o espírito peculiar da série e desrespeitar o papel tradicional da mulher na sociedade". As imagens apresentadas na abertura são de oito obras de arte, retratando a domesticidade e as relações homem-mulher através dos tempos.
A música de abertura foi composta por Danny Elfman e ganhou o Prémio Emmy do Primetime e o BMI TV Music Award. Em 2005, a música foi incluído na trilha sonora: Music from e Inspired by Desperate Housewives. Quando o episódio é longo, apenas a abertura onde caem as maçãs é mantida. A partir do episódio "Now You Know", uma versão resumida do tema (composto pelo compositor Steve Jablonsky) pode ser ouvida, o que ressalta a cena da maçã em queda, e a fotografia das quatro protagonistas, e creditando Marc Cherry como criador.

### Temporadas posteriores
Em agosto de 2009, Marc Cherry disse que "Desperate Housewives" estaria na televisão por mais alguns anos, afirmando que a série ainda "tem muitas histórias sobrando". Ele afirmou ao The Wrap:
Ele explicou que achava que o programa havia sido revitalizado pelo salto de cinco anos para a quinta temporada, dizendo: "Sim, acho que funcionou bem. Foi uma maneira de começar de novo e deixar todo mundo começar do zero em um caminho".
Em outubro de 2009, Cherry assinou um contrato de dois anos com a ABC que poderia manter "Desperate Housewives" no ar até 2013. As protagonistas de "Desperate Housewives" finalizaram seus contratos para abrir caminho para a oitava temporada e assinaram com o preço de 12 milhões de dólares. Originalmente, Cherry insinuou que "Desperate Housewives" terminaria em 2013, e em abril de 2011, Eva Longoria confirmou que definitivamente haveria uma oitava temporada e expressou esperanças por uma nona temporada. "Desperate Housewives" foi oficialmente renovado pela ABC em 17 de maio de 2011 para uma oitava temporada.

### Temporada final
Em agosto de 2011, foi confirmado que a oitava temporada de "Desperate Housewives" seria a última temporada. Eva Longoria twittou sobre o fim de "Desperate Housewives":
Cherry, o criador do programa, fez uma participação especial na última cena do episódio final.

## Episódios
| Temporada | Temporada | Episódios | Exibição original      | Exibição original  | Média de audiência (milhões) | Média de audiência (milhões) |
| Temporada | Temporada | Episódios | Estreia de temporada   | Final de temporada | Média de audiência (milhões) | Média de audiência (milhões) |
| --------- | --------- | --------- | ---------------------- | ------------------ | ---------------------------- | ---------------------------- |
|           | 1         | 23        | 3 de outubro de 2004   | 22 de maio de 2005 | 23.69                        |                              |
|           | 2         | 24        | 25 de setembro de 2005 | 21 de maio de 2006 | 21.70                        |                              |
|           | 3         | 23        | 24 de setembro de 2006 | 20 de maio de 2007 | 16.70                        |                              |
|           | 4         | 17        | 30 de setembro de 2007 | 18 de maio de 2008 | 17.52                        |                              |
|           | 5         | 24        | 28 de setembro de 2008 | 17 de maio de 2009 | 15.66                        |                              |
|           | 6         | 23        | 27 de setembro de 2009 | 16 de maio de 2010 | 12.83                        |                              |
|           | 7         | 23        | 26 de setembro de 2010 | 15 de maio de 2011 | 11.85                        |                              |
|           | 8         | 23        | 25 de setembro de 2011 | 13 de maio de 2012 | 10.60                        |                              |

## Início das transmissões internacionais por data
| País           | Data                                                  | Canal |
| -------------- | ----------------------------------------------------- | --- |
| Estados Unidos | 3 de outubro de 2004                                  | ABC |
| Canadá         | 3 de outubro de 2004                                  | CTV |
| Alemanha       | 14 de outubro de 2004                                 | Premiere (pay per view, com legendas).                                                                      |
| Alemanha       | 12 de abril de 2005                                   | PRO 7 (traduzido em Alemão).                                                                                |
| América Latina | 4 de novembro de 2004                                 | Sony Entertainment Television                                                                               |
| Brasil         | 4 de novembro de 2004                                 | Canal Sony                                                                                                  |
| Brasil         | 3 de setembro de 2006                                 | RedeTV! |
| Irlanda        | 4 de janeiro de 2005                                  | RTE2 |
| Inglaterra     | 5 de janeiro de 2005                                  | Channel 4                                                                                                   |
| Bélgica        | 21 de janeiro de 2005                                 | één |
| Austrália      | 31 de janeiro de 2005                                 | Seven Network                                                                                               |
| Croácia        | 17 de fevereiro de 2005                               | nova |
| Dinamarca      | 2 de março de 2005                                    | TV2 |
| Itália         | 22 de fevereiro de 2005                               | FOX Life.                                                                                                   |
| Turquia        | 28 de fevereiro de 2005                               | CNBC-é. |
| Países Baixos  | 1 de março de 2005                                    | Net 5. |
| Espanha        | 3 de março de 2005                                    | FOX. |
| Suécia         | 29 de março de 2005                                   | Kanal 5. |
| Suíça          | 11 de abril de 2005                                   | SF 1, TSR 1 e TSI 1.                                                                                        |
| México         | 3 de maio de 2005                                     | Canal 7 (VHF). Contudo, foi inicialmente transmitido pela Sony Entertainment Television vários meses antes. |
| Hong Kong      | 12 de maio de 2005                                    | TVB Pearl                                                                                                   |
| Portugal       | 1ª Temporada - 22 de maio de 2005                     | SIC; e duas semanas antes na FOX                                                                            |
| Portugal       | 2ª Temporada - 3 de abril de 2006                     | FOX; 4 de abril de 2006 na SIC                                                                              |
| Portugal       | 3ª Temporada - 28 de março de 2007 2 de abril de 2007 | SIC FOX |
| Portugal       | 4ª Temporada - 8 de janeiro de 2008                   | FOX Life SIC                                                                                                |
| Portugal       | 5ª Temporada - 10 de março de 2009                    | FOX Life |
| Portugal       | 6ª Temporada - 12 de janeiro de 2010                  | FOX Life |

## Premiações

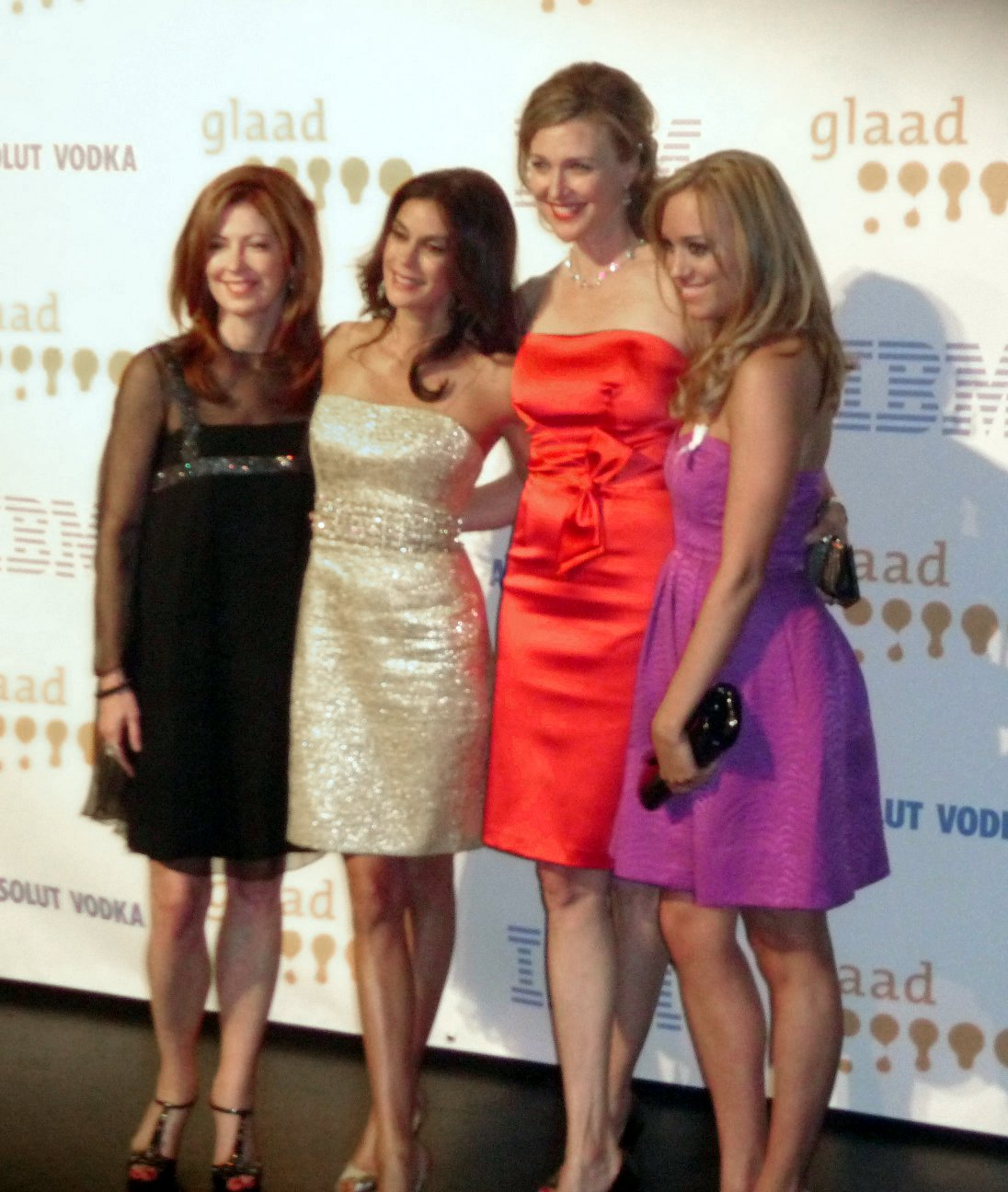
Dana Delany, Teri Hatcher, Brenda Strong e Andrea Bowen no 20º GLAAD Media Awards no Nokia Theatre em Los Angeles, Califórnia, em 18 de abril de 2009

Para a sua temporada de estreia, o programa foi premiado com seis Primetime Emmy Awards, dois Golden Globe Awards e dois Screen Actors Guild Awards. As indicações de todas as principais atrizes, exceto Eva Longoria, tanto para o Golden Globe Awards quanto para o Primetime Emmy Award, receberam algum interesse da mídia. Enquanto Longoria aparentemente não estava incomodada, afirmando para a imprensa que "eu sou nova. Acabei de chegar. Eu não esperava nada para estar nas mentes da Academia", Marc Cherry considerou-os sendo deixada de fora como um "erro horrendo." No final, o Primetime Emmy Award for Outstanding Lead Actress in a Comedy Series foi para Felicity Huffman, enquanto Teri Hatcher ganhou o Golden Globe Award for Best Actress – Musical or Comedy, bem como o Screen Actors Guild Award for Outstanding Actress – Comedy Series.
O segundo Golden Globe Award  da série em seu primeiro ano foi para Best Series – Musical or Comedy na 62º edição do Golden Globe Award, enquanto o outro Primetime Emmy Awards foi para Kathryn Joosten, por Outstanding Guest Actress in a Comedy Series, por seu papel como Karen McCluskey; Charles McDougall, por Outstanding Directing for a Comedy Series, por sua direção no episódio "Pilot"; Danny Elfman, por Outstanding Main Title Theme Music, pela sua música tema; Outstanding Single-Camera Picture Editing for a Comedy Series por "Pilot"; e para Outstanding Casting for a Comedy Series na 57ª edição anual do Primetime Emmy Awards. O elenco inteiro foi premiado com o Screen Actors Guild Award for Outstanding Cast – Comedy Series (em 2004 e 2005), e Nicollette Sheridan foi indicada ao Golden Globe Award por Best Supporting Actress – Series, Miniseries or Television Film.
Em 2006, o programa continuou recebendo várias indicações. Foi premiado com mais um Golden Globe Award for Best Series – Musical or Comedy na 63º edição do Golden Globe Award, e todas as quatro principais protagonista receberam indicações ao Golden Globe Award, embora nenhuma delas tenha vencido. O elenco foi premiado com outro Screen Actors Guild Award, assim como Felicity Huffman. As indicações ao Primetime Emmy Award na 58ª edição anual, incluíram, entre outras, a atriz convidada Shirley Knight e a atriz coadjuvante Alfre Woodard, embora nenhuma delas tenha resultado em uma vitória. Foi indicado ao Pioneer Award no BAFTA Awards, mas perdeu para Doctor Who, que na época foi recentemente renovada.
O programa continuou sendo indicado em 2007 – Felicity Huffman recebeu uma indicação ao Primetime Emmy Award pela segunda vez, e as atrizes convidadas Laurie Metcalf e Dixie Carter também receberam indicações ao Primetime Emmy Award, em sua 59ª edição anual. O programa, junto com as atrizes Marcia Cross e Felicity Huffman, receberam indicações ao Golden Globe Award na 64º edição do Golden Globe Award e Huffman e o elenco também foram indicados ao Screen Actors Guild Awards. Nenhuma das indicações ao Primetime Emmy Award, Golden Globe Award e Screen Actors Guild Award foram vencidas.
Em 2008, rendeu o menor número de indicações na 65º edição do Golden Globe Award e apenas o elenco foi indicado ao Screen Actors Guild Awards. O programa foi indicado para quatro Primetime Emmy Awards em sua 60ª edição anual, incluindo indicações a Polly Bergen e Kathryn Joosten por Outstanding Guest Actress in a Comedy Series.
As indicações continuaram a diminuir nos anos seguintes. Nomeações notáveis incluíram para Bridges e Joosten em 2009 e 2010, respectivamente. Além disso, Brenda Strong recebeu sua primeira indicação ao Primetime Emmy Award de Outstanding Voice-Over Performance na 63ª edição anual do Primetime Emmy Awards em 2011, um feito notável para uma categoria geralmente dominada por séries animadas. Também em 2011, Vanessa L. Williams ganhou um NAACP Image Award por Outstanding Actress in a Comedy Series na 41º NAACP Image Awards e um Satellite Award por Best Actress in a Supporting Role in a Series, Mini-Series or Motion Picture Made for Television. Strong e Joosten receberam indicações ao Primetime Emmy Award novamente no 64ª edição anual do Primetime Emmy Awards em 2012 e Williams ganhou um NAACP Image Award for Outstanding Supporting Actress in a Comedy Series pela oitava e última temporada da série em 2013.
Outros prêmios notáveis incluem o People's Choice Award por Favorite New Television Drama na 31º edição do People's Choice Awards, o Future Classic Award no TV Land Awards de 2005, o TP de Oro por Best Foreign Series em 2006 e sete Golden Nymph Awards no Festival de Televisão de Monte Carlo, entre outros.

## Recepção da crítica
Em sua primeira temporada, "Desperate Housewives" teve recepção geralmente favorável por parte da crítica especializada. Com base de 8 avaliações profissionais, alcançou uma pontuação de 75% no Metacritic. Por votos dos usuários do site, atinge uma nota de 8.1, usada para avaliar a recepção do público.

## Adaptações
Em 26 de fevereiro de 2007, a The Walt Disney Company anunciou que quatro versões sul-americanas do programa estavam prestes a começar a produção: uma para a Argentina, uma para a Colômbia, uma para o Equador e uma para o Brasil. Mais tarde, as produções colombiana e equatoriana se fundiram, deixando três séries latino-americanos. A versão argentina, intitulada Amas de Casa Desesperadas, começou a ser transmitida em 2006. O primeiro ano foi bem sucedido o suficiente para uma segunda temporada começar a produção. A primeira temporada da versão para a Colômbia (RCN TV) e Equador (Teleamazonas), também chamada de Amas de Casa Desesperadas, começou a ser transmitida no Equador em maio de 2007 e foi transmitida cinco dias por semana. Além disso, a segunda versão americana foi desenvolvida para a rede de televisão em língua espanhola Univision. Assim como as duas versões anteriores espanholas, foi intitulado Amas de Casa Desesperadas, e a produção começou em julho de 2007. A versão brasileira, Donas de Casa Desesperadas, começou a ser transmitida pela RedeTV! Em 2008. A versão turca intitulada Umutsuz Ev Kadınları foi ao ar no Kanal D na Turquia de 2011 até 2013 e na FOX Turquia de 2013 até 2014. No outono de 2013, a Disney Media Distribution e a rede de televisão nigeriana EbonyLife TV anunciaram que estavam produzindo uma versão africana de "Desperate Housewives". A série, intitulada "Desperate Housewives Africa", foi programada para estrear no verão de 2014 na EbonyLife TV. No entanto, foi ao ar sua única temporada em 2015.
Em 2022, a Netflix estreou, "Maldivas", uma série baseada em "Desperate Housewives".
| Título                      | País(es)         | Lançamento | Emissora(s)                              |
| --------------------------- | ---------------- | ---------- | ---------------------------------------- |
| Amas de Casa Desesperadas   | Argentina        | 2006–07    | Canal 13                                 |
| Amas de Casa Desesperadas   | Colômbia Equador | 2007       | RCN TV (Colômbia) Teleamazonas (Equador) |
| Amas de Casa Desesperadas   | Estados Unidos   | 2008       | Univision                                |
| Donas de Casa Desesperadas  | Brasil           | 2007-08    | RedeTV!                                  |
| Umutsuz Ev Kadınları        | Turquia          | 2011–14    | Kanal D (2011–13) FOX Turquia (2013–14)  |
| Desperate Housewives Africa | Nigéria          | 2015       | EbonyLife TV                             |